# Lưu Quang Hà
Lưu Quang Hà (1928-2008) là nhà biên kịch Việt Nam, được tặng Giải thưởng Nhà nước về Văn học Nghệ thuật năm 2017.

## Tiểu sử
Lưu Quang Hà sinh năm 1928 tại Quảng Ninh. Năm 1944, Lưu Quang Hà gia nhập Vệ quốc đoàn, đi qua các chiến trường Đông Bắc, Khu Ba, rồi lên chiến trường Tây Bắc, làm công tác hậu cần phục vụ Chiến dịch Điện Biên Phủ. 
Sau năm 1954, ông làm giảng viên Trường Sĩ quan hậu cần (nay là Học viện Hậu cần). Năm 1976, ông chuyển sang làm Hiệu trưởng trường Cao đẳng Mỹ thuật Công nghiệp Hà Nội (nay là Đại học Mỹ thuật Công nghiệp Hà Nội). Từ đó ông về làm chuyên viên cao cấp tại Liên hiệp Thủ công - Mỹ nghệ Việt Nam cho tới khi nghỉ hưu.
Ông từ trần ngày 22 tháng 7 năm 2008 tại Hà Nội.

## Sự nghiệp
Nhân vật chính trong các tác phẩm của Lưu Quang Hà là những anh hùng dân tộc, như: vở kịch “Người anh hùng áo vải” viết về Nguyễn Huệ - Quang Trung; các vở kịch lịch sử “Trần Hưng Đạo - ba lần đại thắng quân Nguyên Mông”, “Đêm cuối cùng của Nguyễn Trãi”...
Ông dành nhiều thời gian, công sức viết những tác phẩm có hình tượng Chủ tịch Hồ Chí Minh. Tác phẩm đầu tiên viết cho sân khấu và điện ảnh là “Đêm diễn “Rồng tre” ở Paris”. Trong các tác phẩm viết về Hồ Chí Minh, thành công nhất là vở kịch “Đêm trắng”. Vở kịch này đã giành Huy chương Vàng Hội diễn Sân khấu chuyên nghiệp toàn quốc năm 1990, được nhiều đoàn kịch danh tiếng dàn dựng, biểu diễn hàng ngàn đêm, đặc biệt là dịp kỷ niệm 100 năm ngày sinh Chủ tịch Hồ Chí Minh (năm 1990). Năm 2021, Nhà hát Kịch Việt Nam đã tiếp tục dựng lại vở này.
Năm 2017, ông được truy tặng Giải thưởng Nhà nước về Văn học Nghệ thuật cho các kịch bản sân khấu: "Đêm trắng", "Người anh hùng áo vải".

## Tác phẩm chính

### Kịch bản
- “Người anh hùng áo vải”
- “Trần Hưng Đạo - ba lần đại thắng quân Nguyên Mông”,
- “Đêm cuối cùng của Nguyễn Trãi”
- “Đêm diễn “Rồng tre” ở Paris”
- “Đêm trắng”

## Vinh danh
- Giải thưởng Nhà nước về Văn học Nghệ thuật năm 2017